# Abarema obovata
Abarema obovata é uma espécie de legume da família das Leguminosae nativa do Brasil.

## Sinônimos
- Calliandra obovata (Benth.) Barneby & J.W.Grimes